# Alberto Dualib
Alberto Dualib (Penápolis, 14 de dezembro de 1919 – São Paulo, 13 de julho de 2021) foi um dirigente esportivo e empresário brasileiro. Presidiu o Sport Club Corinthians Paulista de 1993 até 2007, ano em que renunciou ao cargo.

## Biografia
Nascido no município de Penápolis, no interior de São Paulo, seus pais eram Habib Kalil Dualibi ("Abílio Dualib") e Helem Ansarah ("Hiland Dualib"), imigrantes libaneses cristãos da cidade de Zahlé. Sua família transferiu-se para a capital do estado quando Alberto tinha dez anos de idade. A casa onde nasceu é demarcada com uma placa em sua homenagem.

## Corinthians
Sua administração no Sport Club Corinthians Paulista foi vitoriosa, conquistando títulos importantes, entre eles o Mundial de clubes da FIFA 2000 e o midiático bicampeonato Brasileiro de 1998 e 1999. Porém, nos últimos anos de mandato, teve sua popularidade com a torcida corintiana reduzida, devido a escândalos financeiros e repetidas crises internas. Culminando com parte da torcida organizando o movimento Fora Dualib para tirar o mesmo do poder.
Dualib foi reeleito pela última vez na madrugada de 3 de fevereiro de 2006, após uma série de protestos da torcida organizada Gaviões da Fiel, mas não pôde tomar posse no mesmo dia, já que a oposição, liderada por Waldemar Pires, ex-presidente do clube, que esteve no comando no início dos anos 80, moveu uma ação judicial contra o atual presidente. Dualib, porém, conseguiu barrar a liminar e permanecer no posto.
Em julho de 2007, Dualib foi acusado pelo Ministério Público Federal de lavagem de dinheiro e formação de quadrilha na participação conjunta com a MSI, antiga parceira do clube. Com isso, Dualib correu sérios riscos de ser afastado do cargo ou até mesmo de sofrer um impeachment.
No dia 7 de agosto, em reunião realizada pelo conselho do clube, foi definido seu afastamento do cargo por dois meses. Seu substituto nesse período foi Clodomil Orsi. Com a descoberta de novos fatos, no dia 21 de setembro de 2007 Dualib decidiu renunciar ao cargo de presidente, encerrando cerca de 14 anos como líder do clube.
Dualib foi proprietário da empresa All Latex Indústria e Comércio de Artigos Esportivos LTDA que produzia essencialmente tênis para a prática de atividades esportivas. A fábrica era situada no bairro de Tatuapé, na Rua Santa Virginia, e atualmente o local é ocupado por prédios residenciais. Na época os calçados All Latex eram muito conhecidos, principalmente o clássico tênis para futebol de salão que competia o mercado com os tênis da Penalty.
Nos últimos anos foi processado pelos crimes de lavagem de dinheiro e formação de quadrilha em ação penal da Justiça Federal. Ao mesmo tempo, foi processado na Justiça Estadual por crimes de formação de quadrilha e estelionato.

## Morte
Após ter sido internado no dia 1 de julho, Alberto Dualib morreu no dia 13 de julho de 2021, no Hospital Santa Catarina, em São Paulo, aos 101 anos. A causa da morte não foi informada.